# Семафор (железная дорога)

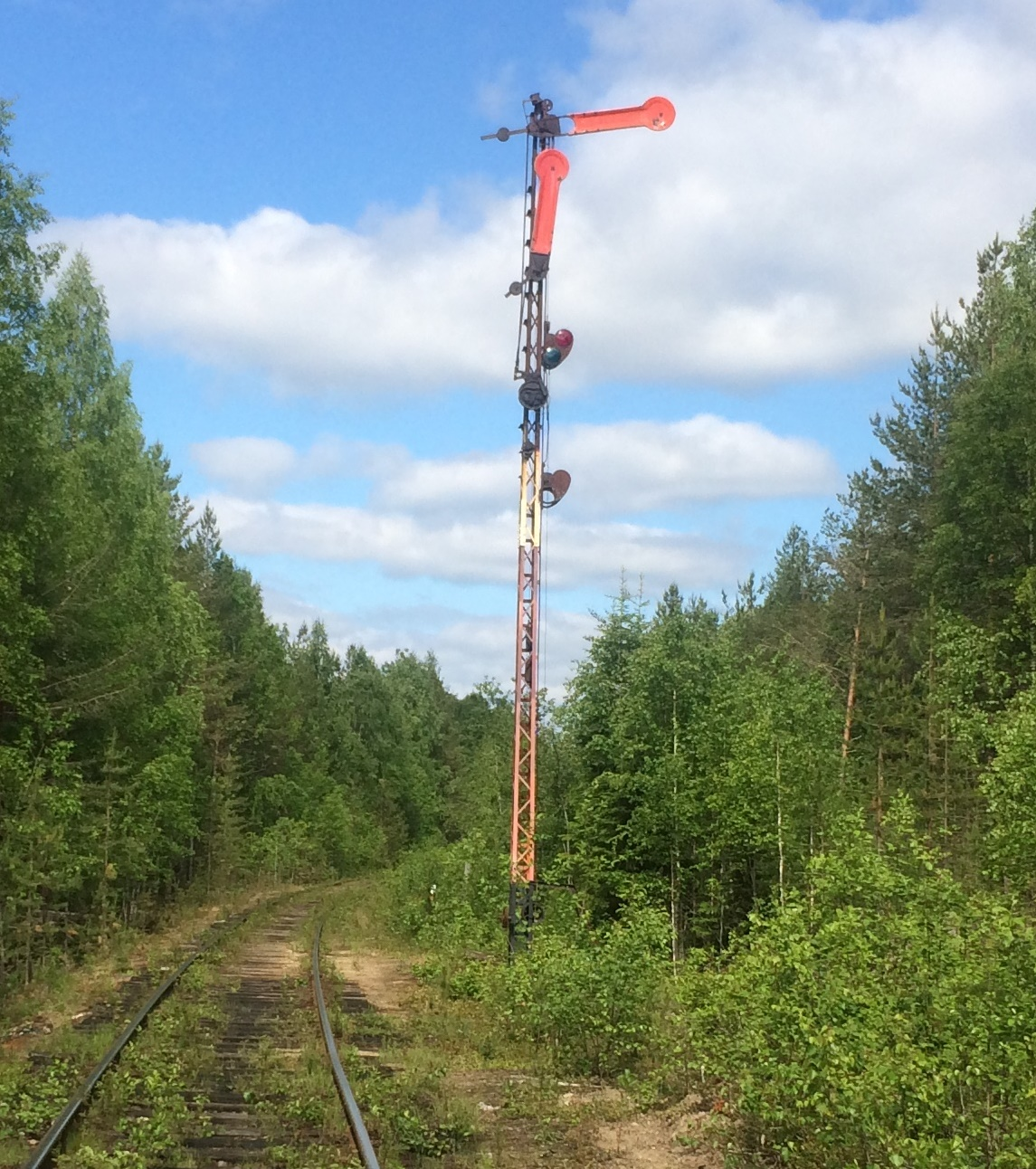
Входной семафор ст. Лендеры (Карелия)

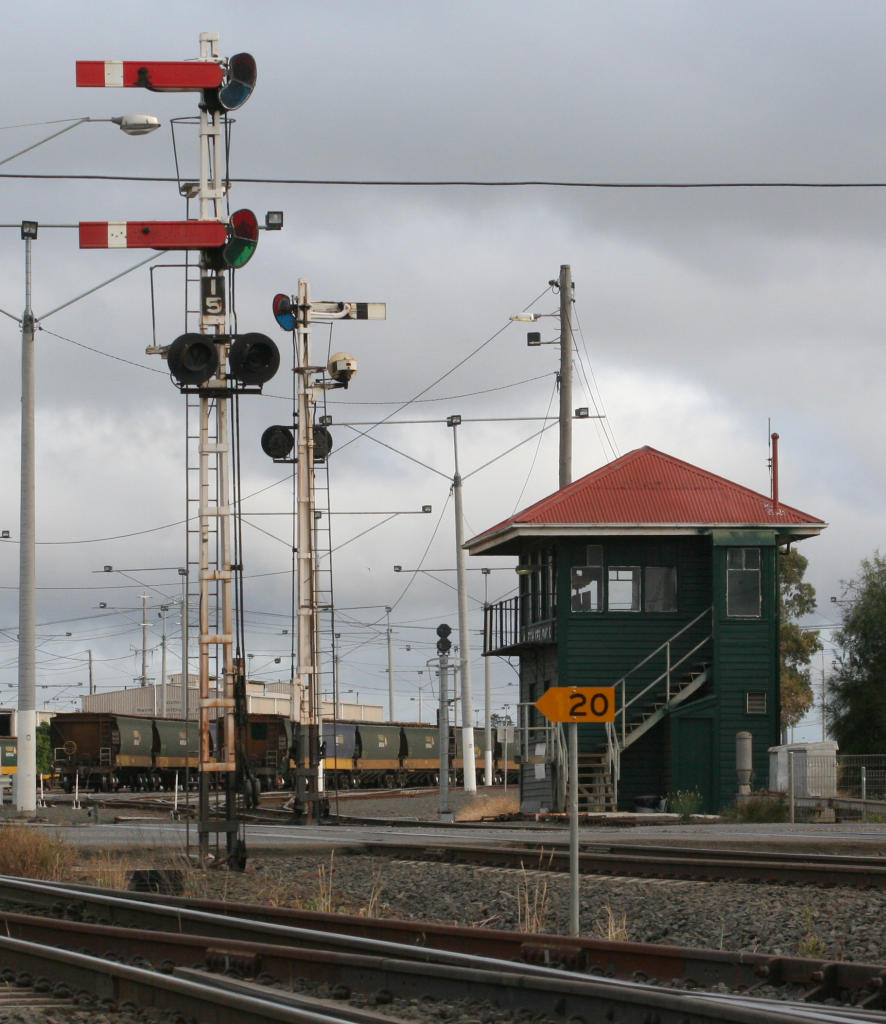
Семафоры на станции Норт-Гилонг, Виктория, Австралия

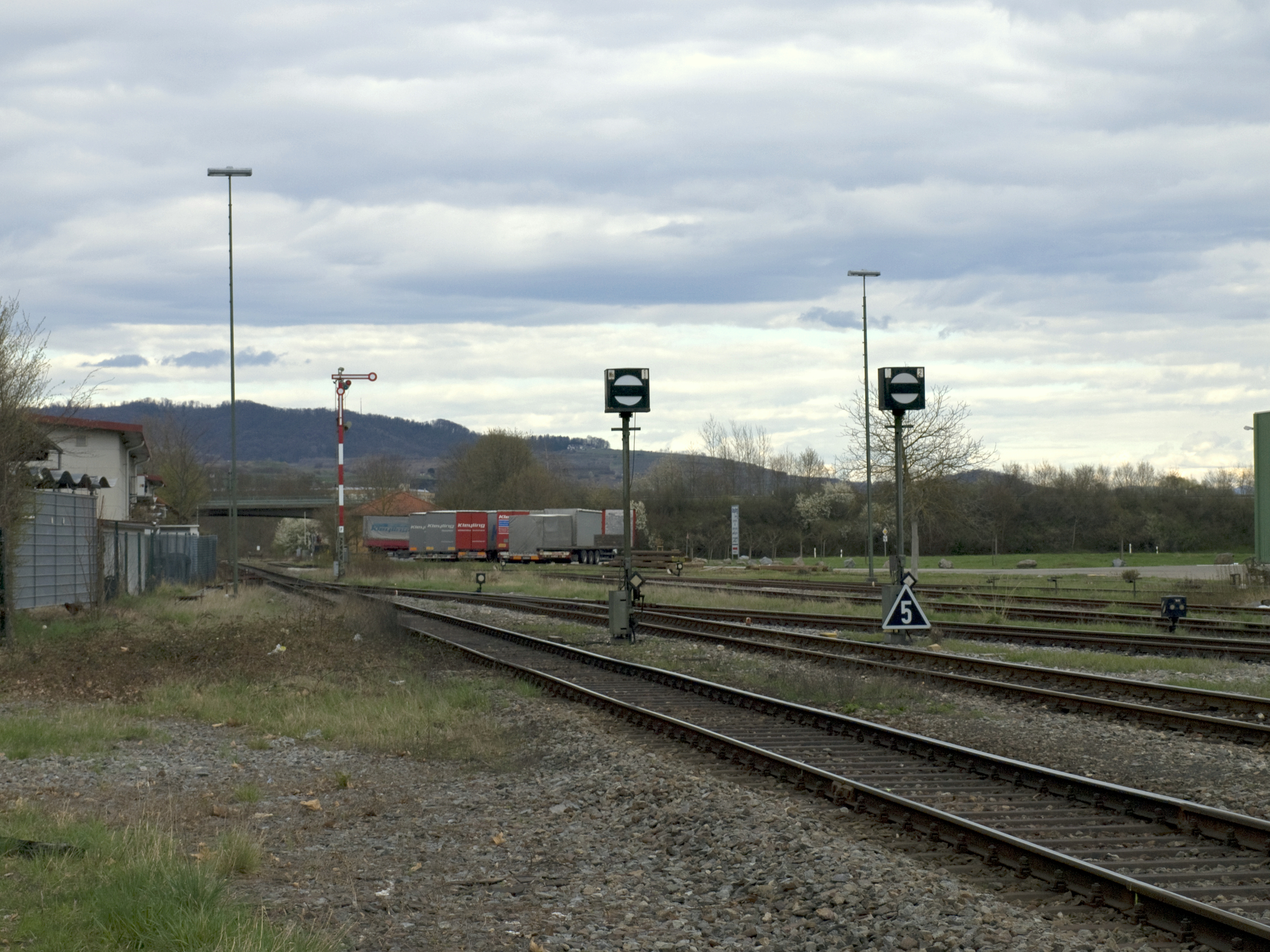
Семафор, два указателя путевого заграждения и стрелочные переводы на станции Брайзах, Германия

Семафо́р (фр. sémaphore, от греч. σήμα — знак, сигнал и φορός — «несущий») — механическое средство сигнализации для подвижного состава на железных дорогах.
Семафор состоит из металлической мачты, несущей одно, два или три сигнализирующих крыла и сигнальные фонари. К крыльям семафора во многих системах сигнализации жёстко прикреплены светофильтры со стёклами различных цветов (на семафорах стран бывшего СССР цветные стёкла-линзы закреплены в специальных, опускаемых вниз для удобства обслуживания, люнетах). Перемена положений крыльев и огней производится сигнальным приводом, состоящим из лебёдки и гибкой тяги.
В разговорной речи семафорами часто называют также и железнодорожные светофоры, что с технической точки зрения категорически неправильно.

## Применение семафоров
Семафоры могут применяться на малоинтенсивных участках железных дорог, не оборудованных путевой блокировкой, и на железнодорожных станциях, не имеющих электрической централизации стрелок.
Семафор состоит из мачты и укрепленного в её верхней части крыла, которое по отношению к мачте может занимать горизонтальное или поднятое вверх под углом 135 град. положение. Горизонтальное положение крыла соответствует запрещающему показанию семафора, поднятое крыло — разрешающему.
Ночью положение крыла семафора (горизонтальное или поднятое) указывается соответствующими сигнальными огнями.

## Значения сигналов

### Однокрылый семафор
а) днём поднятым вверх крылом под углом 135° к мачте, а ночью одним зелёным огнём — «Путь свободен». Так сигнализируют входные семафоры при приёме поезда на главный путь с готовностью остановиться на станции, а также выходные, проходные и маршрутные семафоры и семафоры прикрытия;
б) днём горизонтальным положением крыла семафора, а ночью одним красным огнём — «Стой! Запрещается проезжать».

### Двукрылый семафор
Входные семафоры двумя поднятыми крыльями под углом 135° к мачте днём и зелёным и жёлтым огнями ночью сигнализируют — «Разрешается поезду следовать на станцию на боковой путь с готовностью остановиться на станции». Аналогичный сигнал используется на узловых станциях с наличием ответвления, где двукрылые семафоры используются в качестве выходных. В этом случае показание таких семафоров указывает на то, что поезд может свободно отправляться со станции на ответвление. Для контроля со стороны станции положения крыльев входного семафора ночью служат контрольные огни. При закрытом положении семафора на нём со стороны станции должны быть контрольные прозрачно-белые огни по числу крыльев, а при открытом — зелёные огни соответственно числу открытых крыльев. У двукрылого семафора при запрещающем сигнале верхнее крыло находится в горизонтальном положении, а нижнее — вдоль мачты, перпендикулярно верхнему.
При применении на однопутных участках с полуавтоматической блокировкой нормально погашенных выходных светофоров входные семафоры в открытом и закрытом положении должны иметь контрольные прозрачно-белые огни.

### Выходные, маршрутные и проходные семафоры
Выходные, маршрутные и проходные семафоры, как правило, контрольных огней не имеют. Если пункт управления таким семафором расположен за последним по направлению движения, на семафоре должен быть контрольный прозрачно-белый огонь закрытого положения. Открытое положение этих семафоров контрольного огня не имеет.

### Предупредительные диски
Предупредительные диски устанавливаются перед входными и проходными семафорами при плохой видимости последних на расстоянии. Они осуществляют предупредительную сигнализацию перед входными сигналами станции и применяются с механическим приводом или электрозаводным механизмом.
Предупредительными дисками подаются сигналы:
а) днём — ребро диска, ночью — зелёный огонь — «Входной семафор открыт»;
б) днём — диск, окрашенный в жёлтый цвет, ночью — жёлтый огонь — «Входной семафор закрыт».

### Диск сквозного прохода
Диск сквозного прохода устанавливают на мачте входного семафора для сигнализации разрешения безостановочного прохода поезда по главному пути станции. Они предназначаются для предупреждения машиниста поезда о возможности безостановочного прохода поезда через раздельный пункт или об остановке поезда.
Сигнал сквозного прохода подаётся светофорными головками или дисками сквозного прохода, установленными на мачтах входных семафоров. Крылья семафоров при этом находятся в следующем положении: верхнее поднято под углом 135° к мачте, а нижнее расположено вертикально вдоль мачты. Дисками сквозного прохода подаются сигналы:
а) днём — ребро диска, ночью — зелёный огонь (вместе с зелёным огнём под верхним крылом семафора) — «Выходной семафор открыт; поезд пропускается через станцию по главному пути без остановки»;
б) днём — диск, окрашенный в жёлтый цвет, ночью — жёлтый огонь (вместе с зелёным огнём под верхним крылом семафора) — «Выходной семафор закрыт».
Предупредительные диски и диски сквозного прохода показывают в сторону станции при открытом положении контрольный зелёный огонь, а при закрытом — прозрачно-белый.

### Светофорная головка
Светофорными головками подаётся сигнал один зелёный мигающий огонь — «Выходной сигнал открыт; поезд пропускается через станцию по главному пути без остановки». При закрытом выходном сигнале на светофорной головке сигнальный огонь не горит.

### Маневровый щит
Маневровый щит, укрепленный на мачте, окрашен в виде шахматной доски и служит для подачи сигнала в одну или обе стороны в зависимости от расположения парковых путей:
а) днём щит, расположенный горизонтально, ночью — лунно-белый огонь — «Разрешается производить манёвры»;
б) днём щит, окрашенный в виде шахматной доски, поставленный под прямым углом к пути, ночью — синий огонь — «Запрещается производить манёвры».

## Щит оповестительный

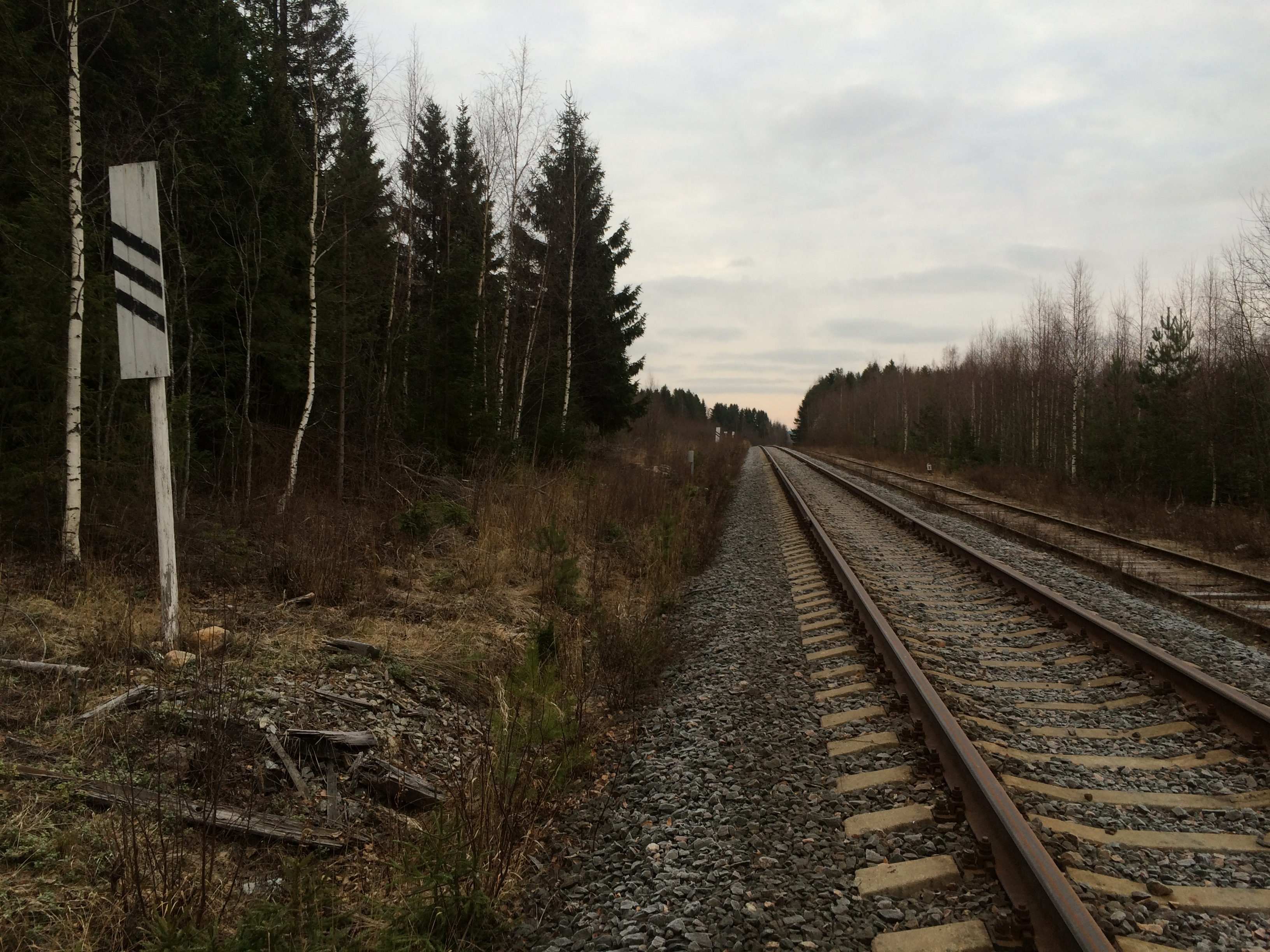
Оповестительный щит входного нечётного семафора ст. Питкяранта

Оповестительные щиты окрашены в белый цвет и имеют наклонные черные полосы с отражателями белого цвета. Обратная сторона щита и столб окрашивают в серый цвет, низ столба на высоте 250 мм — в чёрный цвет.
Оповестительные щиты устанавливают перед входными семафорами, проходными семафорами блок-постов и желтыми предупредительными дисками.
Перед входными и проходными семафорами, а также семафорами прикрытия устанавливаются оповестительные щиты. Они указывают машинисту на приближение к входному сигналу и помогают поездной бригаде определить, что поезд приближается к входному или проходному сигналу. Перед входными и проходными семафорами устанавливаются оповестительные щиты, окрашенные в белый цвет с черными полосами и отражателями на них.
Оповестительные щиты, стоящие перед не включенными в действие семафорами, также должны быть закрещены двумя планками или сняты.

## Не включенные в действие семафоры

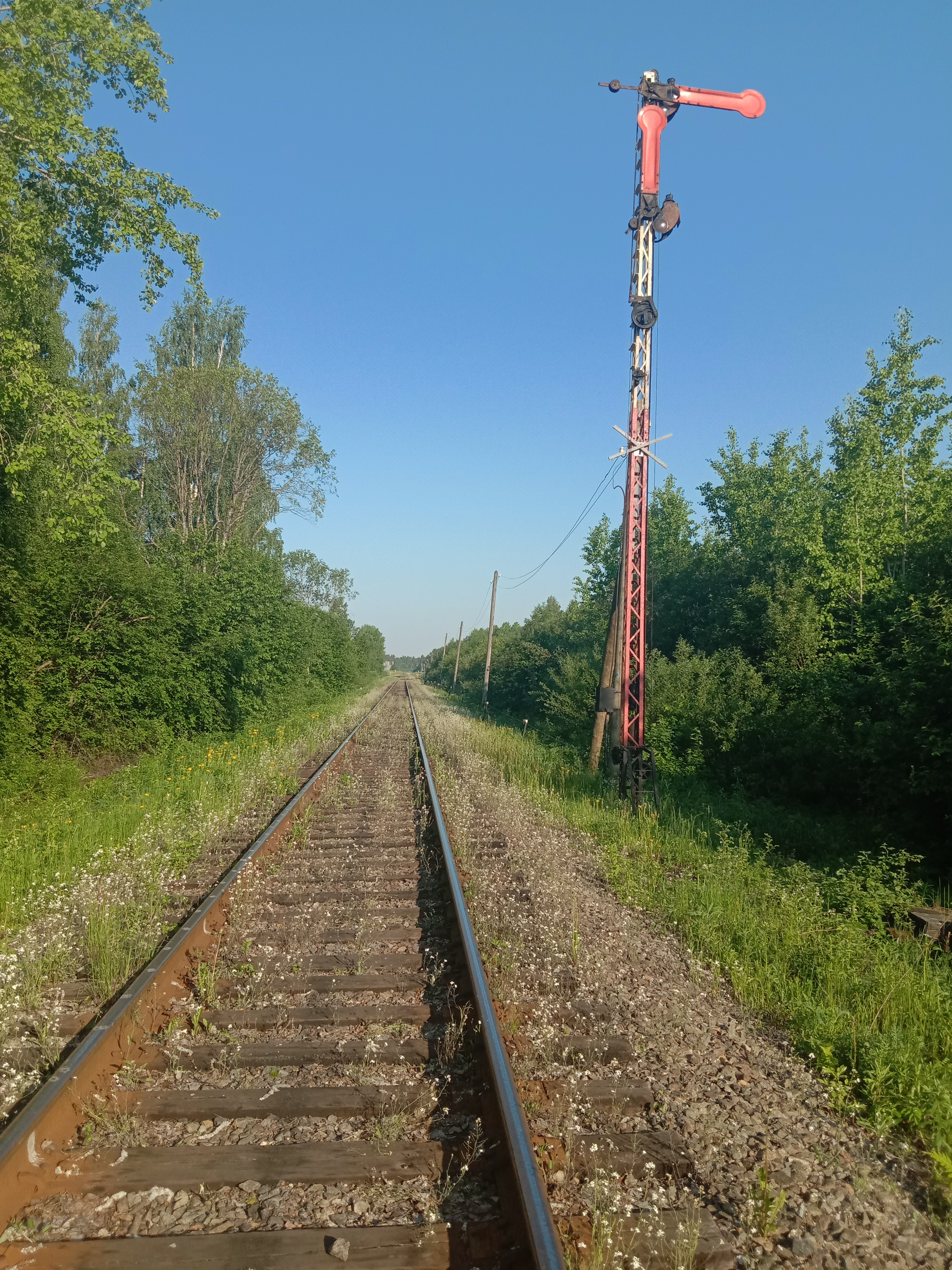
Не включенный в действие семафор, ст. Ильинская

Не включенные в действие семафоры должны быть приведены в закрытое положение и закрещены двумя планками.

## Управление семафором

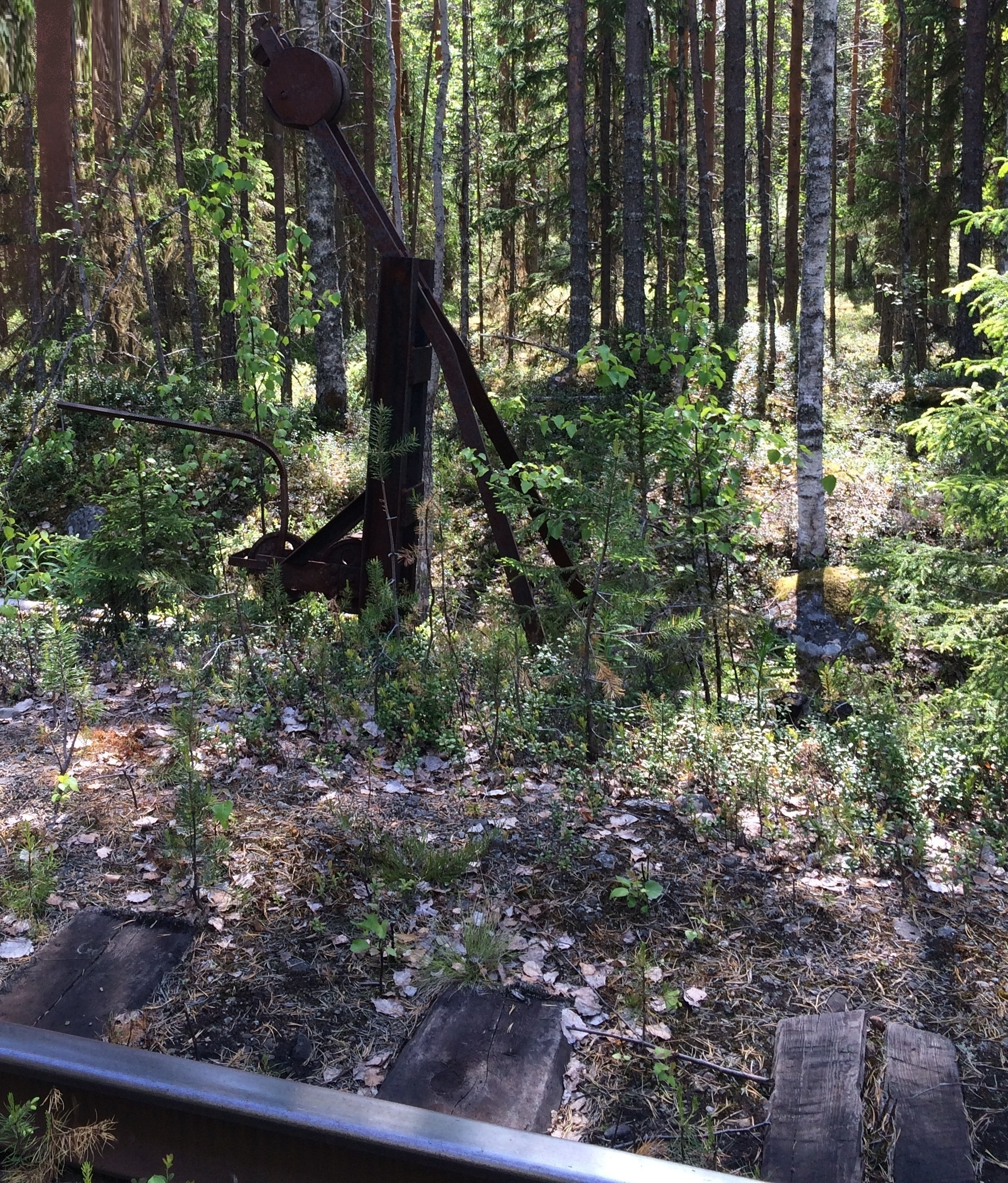
Сигнальный компенсатор семафора разъезда 197 км

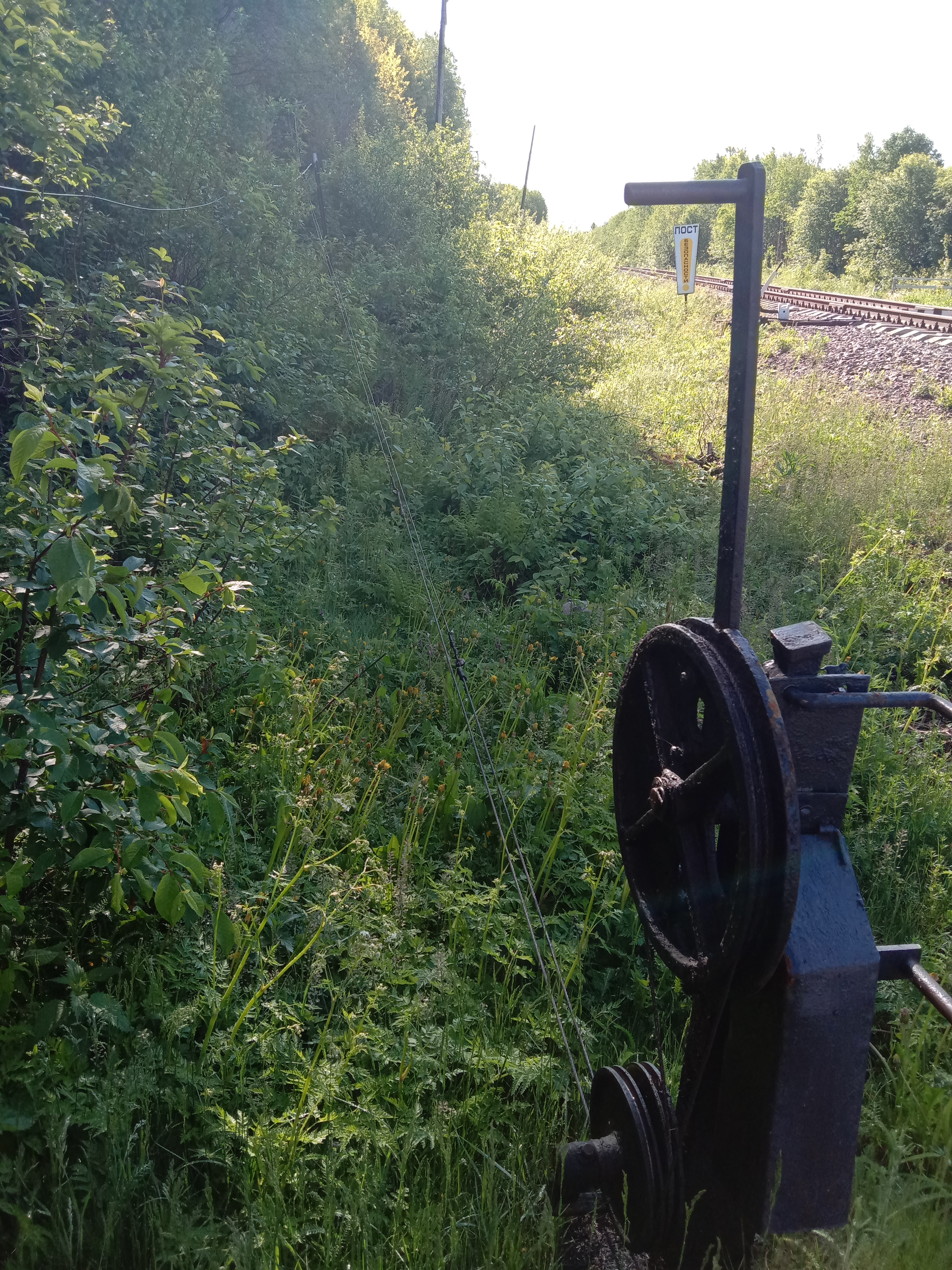
Сигнальный рычаг семафорной установки, ст. Ляскеля

Основными элементами семафорной установки являются:
1. Собственно, сам семафор с приводным механизмом и светосигнальным прибором;
2. Линия гибкой передачи с двумя проволочными тягами, опорными столбиками и подвесными роликами;
3. Сигнальный компенсатор (балансир) с грузами, зубчатой рейкой, заклинивающим приспособлением и шкивами;
4. Сигнальный станок (или рычаг) с рычагом и шкивом.

Управление семафором осуществляется с помощью гибкой передачи, дающей возможность управлять сигналом на расстоянии до 1500 м. При переводе сигнального рычага, шкив, непосредственно скреплённый с рычагом, поворачиваясь на своей оси, натягивает гибкую тягу, сообщая ей ход около полуметра, послабляет сдающую тягу. Перемещение гибких тяг заставляет повернуться на оси и приводной шкив на семафоре. Ход приводного шкива при помощи эксцентрикового устройства передается крылу семафора, заставляя крыло принять открытое положение.
Гибкая передача снабжена натяжным прибором-компенсатором (балансиром), который при помощи грузов поддерживает постоянство натяжения тяг. Летом, при повышении температуры воздуха, тяги удлиняются и грузы компенсатора опускаются вниз; зимой тяги сокращаются и грузы поднимаются вверх. В случае обрыва сигнальных тяг грузы компенсатора закрывают семафор и удерживают его в таком положении до устранения обрыва. При управлении семафором до 100 м компенсаторы не устанавливаются.
При закрытии семафора, то есть при обратном переводе сигнального рычага, приводной шкив вращается в обратную сторону.